# صفيحة معدنية

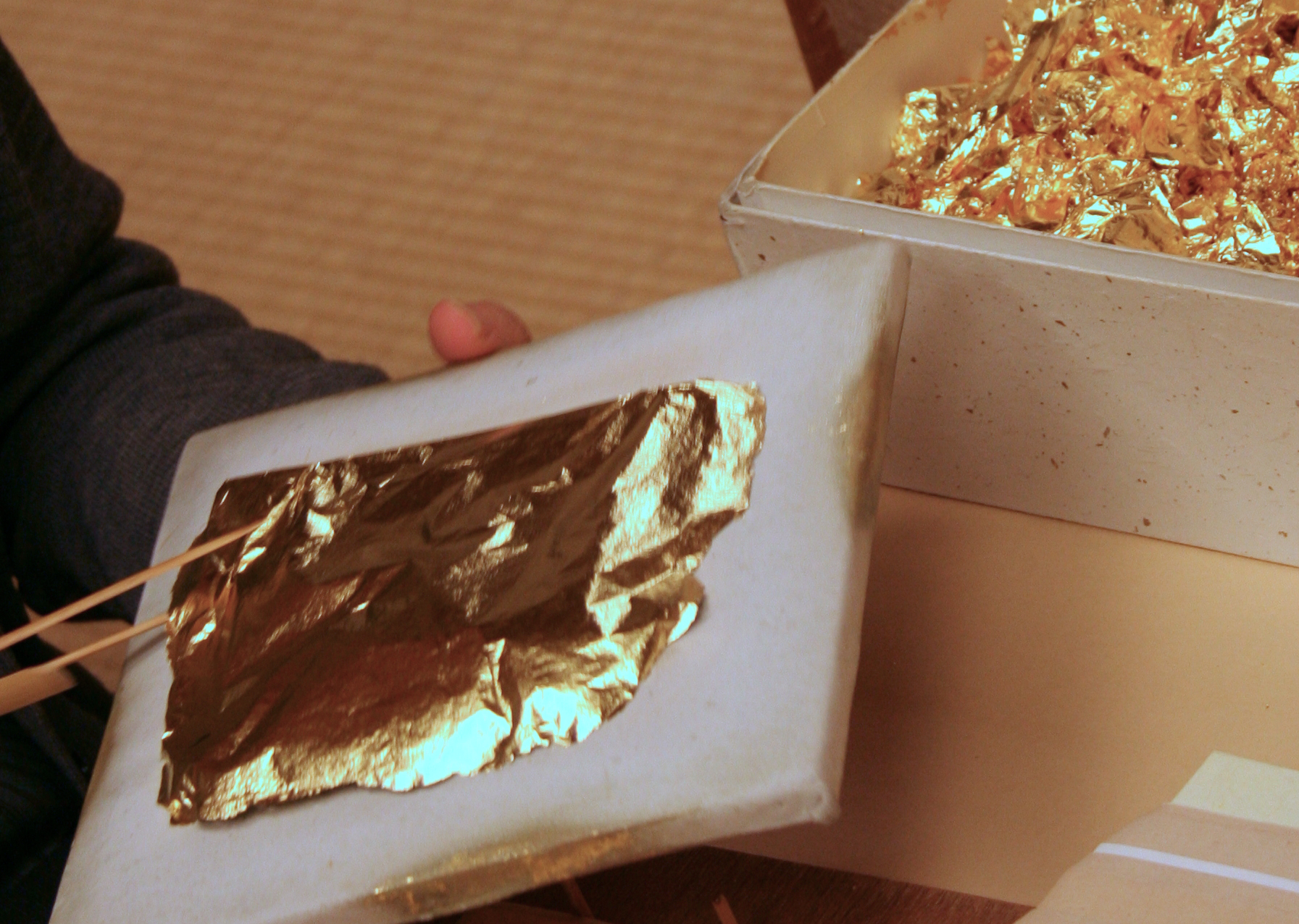
معالجة الصفائح المعدنية

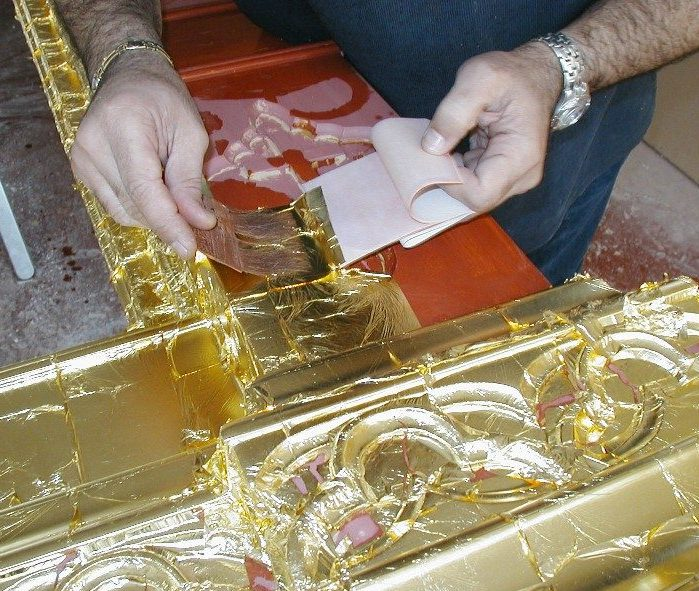
صفيحة ذهبية 22 كيلو مطبقة بواسطة فرشاة شعر ثور أثناء عملية التذهيب

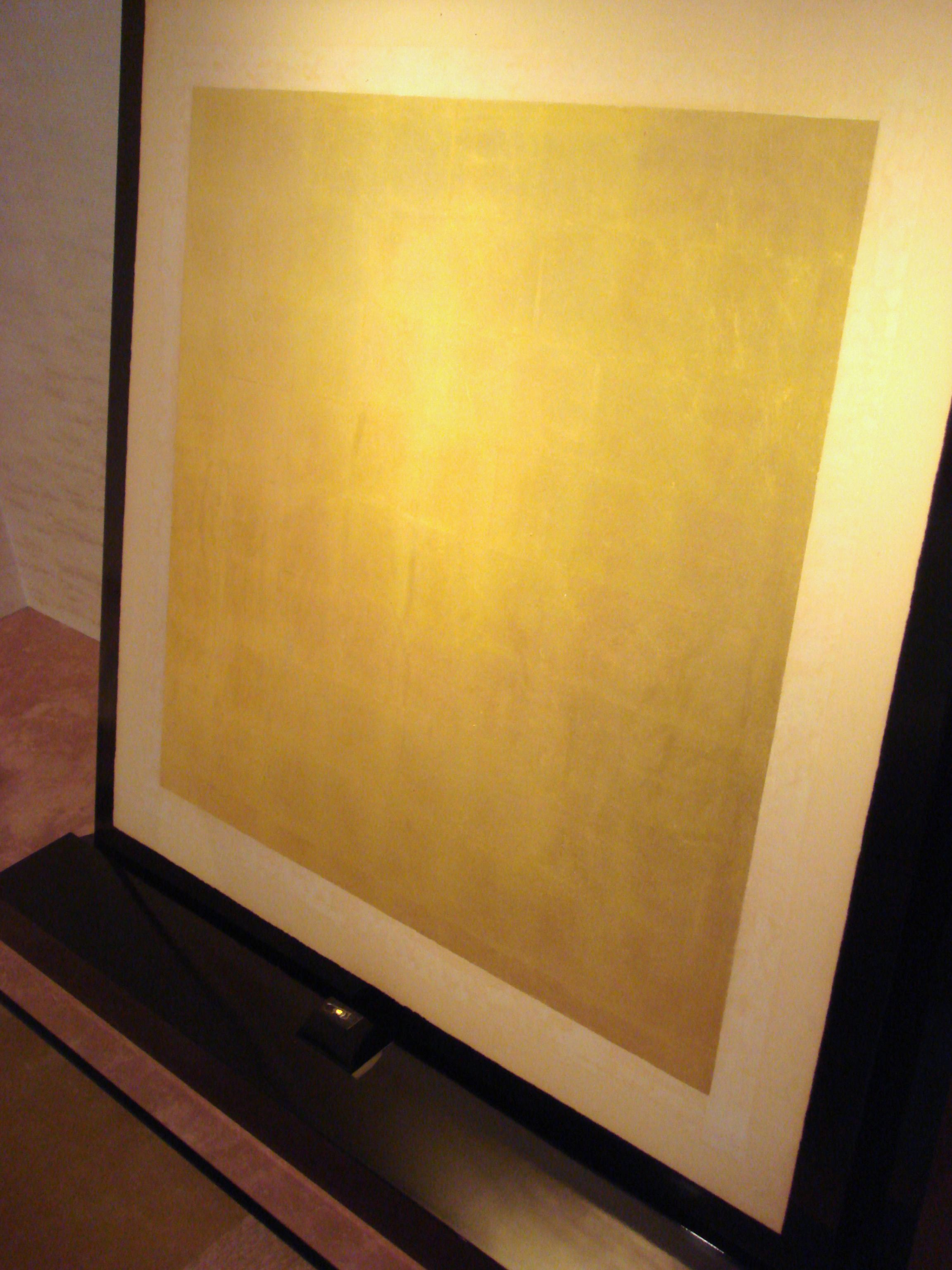
يمكن توسيع كتلة صلبة صغيرة من الذهب بقطر 5 مم (أسفل) إلى حوالي 20،000 ضعف سطحها الأولي من خلال المطرقة ، مما ينتج سطح رقائق الذهب حوالي نصف متر مربع بسمك 0.2-0.3 ميكرون. منجم ذهب توي، اليابان.

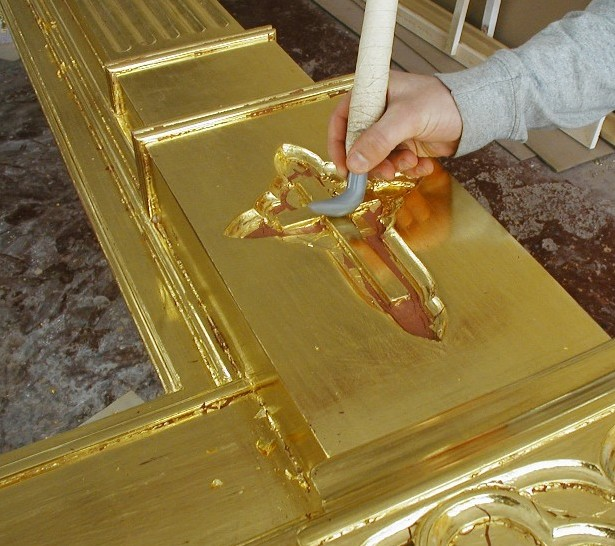
أوراق الذهب المتلألئة مع أداة حجر العقيق أثناء عملية التذهيب المياه

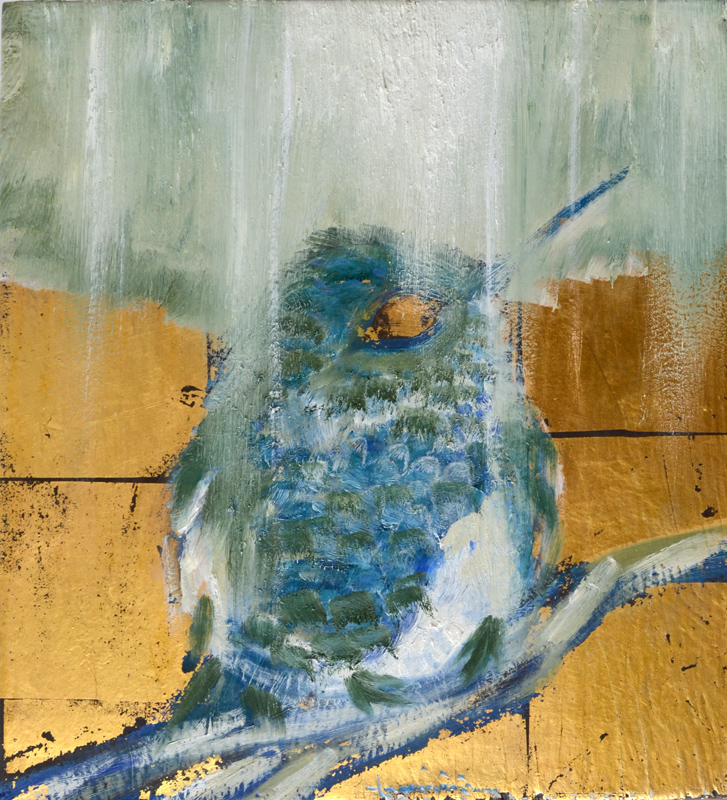
إيفاندرو أنجرامي. النفط والذهب ورقة. البرازيل

الصفيحة المعدنية ، وتسمى أيضا رقاقة معدنية، هي رقائق رقيقة تستخدم للزينة. الأوراق المعدنية يمكن أن تأتي في ظلال مختلفة. قد تبدو بعض الأوراق المعدنية مثل أوراق الذهب ولكنها لا تحتوي على أي ذهب حقيقي. وغالبًا ما يشار إلى هذا النوع من الأوراق المعدنية باسم ورقة التقليد .
عادة ما تكون الأوراق المعدنية مصنوعة من الذهب (بما في ذلك العديد من السبائك) والفضة والنحاس والألومنيوم والنحاس (تسمى أحيانًا «معدن هولندي» عادةً 85٪ من النحاس و 15٪ من الزنك) أو البلاديوم، وأحيانًا أيضًا بلاتينيوم.
فارك هو نوع من الأوراق الفضية المستخدمة للزينة في المطبخ الهندي.
لقد كان من المعروف أن صناعة الذهب، وهي تقنية إنتاج الأوراق المعدنية، معروفة منذ أكثر من 5000 عام.